# Route nationale 843
Pour les articles homonymes, voir Route 843.
La route nationale 843 ou RN 843 était une route nationale française reliant Saint-Florent à la gare de Biguglia. À la suite de la réforme de 1972, elle a été déclassée en RD 82 de Saint-Florent au col de Santo Stefano et en RD 62 du col à Biguglia.

## Ancien tracé de Saint-Florent à Biguglia (D 82)
- Saint-Florent 42° 40′ 18,26″ N, 9° 18′ 04,37″ E
- Oletta 42° 37′ 44,23″ N, 9° 21′ 17,03″ E
- Olmeta-di-Tuda 42° 36′ 42,56″ N, 9° 21′ 22,28″ E
- Col de Santo Stefano
- Défilé de Lancone
- Biguglia